# 東武バス羽生出張所
東武バス羽生出張所(とうぶバスはにゅうしゅっちょうじょ)は、かつて埼玉県羽生市に存在した東武バスの出張所である。

## 概要
東武バス加須営業所(現:朝日自動車加須営業所)の管理下にあり、1981年3月31日に閉所された。現在は「あい・あいバス(羽生市福祉バス)」によってその役割が補完されている。
また営業所の他に羽生工場も併設されており東武の全営業所・出張所のバス車両整備・修繕業務等を一手に引き受けていた。

## 歴史
- 1947年11月　東武バス羽生工場を稼働開始
- 1961年　羽生～村君間にバス路線を開通[2]
- 1968年3月 羽生工場廃止
- 1981年3月31日　閉所

## 廃止前の管轄路線
- [羽01] 羽生駅-羽生車庫
- [羽03] 羽生駅-村君
- [羽04] 羽生駅-樋遣川 - 栗橋駅